# Les Amours imaginaires
Pour les articles homonymes, voir Heartbeat.
Pour plus de détails, voir Fiche technique et Distribution.
Les Amours imaginaires est un film québécois réalisé par Xavier Dolan, sorti en 2010. Il est sélectionné dans la section Un certain regard lors du Festival de Cannes 2010.

## Synopsis
L'histoire se déroule dans le milieu artistico-estudiantin aisé de Montréal. Francis, 20 ans environ, et Marie, un peu plus âgée (25 ans), sont deux amis très proches. Lors d'un petit dîner chez Francis, ils éprouvent un coup de cœur simultané pour le même garçon, Nicolas. Chacun des deux amis lui manifeste son intérêt et tente de le séduire. Nicolas, jouant la séduction ambiguë vis-à-vis des deux, ne manifeste pas de réelle préférence. Un étrange trio amoureux se forme.
Peu de temps après, Nicolas envoie à Marie, mais aussi à Francis, une invitation pour la fête qu'il donne chez lui. Chacun de son côté, Francis et Marie rivalisent de générosité pour trouver le cadeau qui ira droit au cœur de Nicolas. À la fête donnée chez lui, Nicolas « allume » successivement ses deux prétendants qui, du coup, croient l'un et l'autre en leurs chances. Les trois passent la nuit ensemble dans le même lit, platoniquement. Nicolas leur propose alors de prolonger la fête en se rendant dans un chalet que possède sa tante au bord du Saint-Laurent. Cependant, durant ce séjour à la campagne, rien ne va se passer comme chacun des trois l'espérait. Au lendemain d'une soirée autour d'un feu, Marie trouve le chalet désert : Nicolas et Francis sont partis, sans la réveiller, se promener et jouer au bord du fleuve. Jalouse, elle boucle sa valise et s'en va ; Francis cherche à la retenir et cela dégénère en bagarre entre elle et lui. Le trio éclate alors.
L'hiver arrivant, Marie et Francis font, l'un après l'autre et chacun à sa manière, leur déclaration d'amour à Nicolas. Mais celui-ci n'est pas ou plus intéressé et le leur dit sans ménagement superflu. Les deux ex-amis s'abîment dans le chagrin. Quelques semaines passent… Marie réinvite Francis à prendre le thé chez elle et Francis lui apprend que Nicolas part pour huit mois en Asie.
Un an plus tard, les deux amis, complètement réconciliés, participent à une fête lorsque Nicolas, de retour d'Asie, y apparaît. Marie et Francis se raidissent et contemplent d'un œil critique et féroce l'objet de leurs maux passés. Nicolas les aperçoit à son tour et vient les saluer : il est repoussé avec une horreur et un dédain appuyés. Dans la même soirée, les deux amis admirent un garçon qui leur fait un clin d'œil… Francis et Marie se dirigent vers lui, comme mus par un nouvel objet de désir partagé.

## Fiche technique
- Titre : Les Amours imaginaires
- Titre International : Heartbeats
- Réalisation et scénario : Xavier Dolan
- Direction artistique : Xavier Dolan, Gille Léonard
- Photographie : Stéphanie Anne Weber Biron
- Montage : Xavier Dolan
- Décors : Delphine Gélinas
- Costumes : Xavier Dolan
- Production : Xavier Dolan, Carole Mondello, Daniel Morin
- Sociétés de production : Alliance Atlantis Vivafilm, Mifilifilms
- Budget : 600 000 CAD (406 200 €)[réf. nécessaire][1]
- Pays de production :  Canada
- Langue originale : français
- Format : couleur - 1,85:1 - 35 mm - Dolby Digital
- Genre : comédie dramatique
- Durée : 101 minutes
- Dates de sortie :
  - France : 16 mai 2010 (Festival de Cannes) ;  28 septembre 2010 (sortie nationale)
  - Canada : 11 juin 2010

## Distribution
- Xavier Dolan : Francis
- Monia Chokri : Marie
- Niels Schneider : Nicolas
- Anne Dorval : Désirée, la mère de Nicolas
- Perrette Souplex : la première coiffeuse
- Patricia Tulasne : la deuxième coiffeuse
- Anne-Élisabeth Bossé : jeune femme 1
- Magalie Lépine-Blondeau : jeune femme 2
- Éric Bruneau : jeune homme
- Benoît McGinnis : baise de Francis
- Maxime Dumontier : un homme à la soirée
- Louis Garrel : le séducteur de la fête

## Musique
Liste des titres utilisés :
- Dalida : Bang Bang
- The Knife : Pass This On
- House of Pain : Jump Around
- Indochine : 3e sexe
- France Gall : Cet air là
- Vive la fête : Exactement
- Isabelle Pierre : Le temps est bon
- Renée Martel : Viens changer ma vie
- Niels Schneider : Every Breath You Take (Sting)
- Fever Ray : Keep the Streets Empty For Me
- Comet Gain (en) : Love Without Lies
- Daniel Barenboim : Prélude à l'acte 1, tiré de Parsifal (Richard Wagner)
- Wispelwey : Suite no 1 pour violoncelle (Jean-Sébastien Bach)
- Wispelwey : Suite no 3 pour violoncelle (Jean-Sébastien Bach)

## Accueil critique
L'accueil critique est plutôt partagée. Le quotidien québécois Le Devoir parle d'une « œuvre vivante, d’une jeunesse éclatante, d’un style épatant, accroché toutefois à un scénario mince et friable » mais aussi d'un film « spirituel et frais, piquant comme la brise de septembre ». Jean-Luc Douin, du Monde, souligne l'habileté du réalisateur à créer des effets « super mode » mais ne peut s'empêcher d'y voir un « Léos Carax du pauvre ». Aux Inrockuptibles, les avis sont plus tranchés. Jean-Marc Lalanne salue cette « mosaïque incroyablement gracieuse de motifs chamarrés, de chansons rétro, de notations drôles et bien senties, qui restituent avec allant et acuité tout le métabolisme compliqué d’un corps transpercé par la piqûre de l’amour », alors que Jean-Baptiste Morain trouve ce film « bourré de clichés », surfait et prétentieux, semblable à « un épisode d'Un gars, une fille étiré sur une heure et demie »{. Libération décèle dans ce film quelques facilités, comme les témoignages face caméra de certains personnages, même si le récit reste touchant. Le journal rappelle toutefois que le film est un objet « plus conventionnel que son auteur ne le croit », car ses différents effets doivent beaucoup à la Nouvelle Vague. Pour Éric Lioret, dans le site du magazine Libération Next, « Les Amours imaginaires, c’est un peu Un amour de Swann plongé dans le Red Bull-vodka ». La revue de cinéma Positif (revue) se montre nettement plus sévère en y voyant qu'un « patchwork agaçant, qui pour masquer sa vacuité, hésite entre hommages et pillages » (costumes inspirés de Wong Kar-wai, cadres à la Godard, utilisation de la chanson Bang-Bang comme dans le court-métrage de François Ozon, Une robe d'été). Pour la revue, le cinéaste a sans doute « du talent, mais nous en profiterons quand il cessera de signer des films creux et poseurs ». Dans la revue en ligne Independencia, Camille Brunel et Noémie Luciani dénoncent un film bobo qui ressemble plus à une séance de shopping qu'à un film . 
Mike Goodridge, de la revue anglaise Screen, évoque un film à la fois « exaspérant » et « délicieux ». Le critique y décèle un « humour caustique » qui manquait au précédent film du réalisateur : « son expérimentation intrépide du langage visuel n’est pas toujours réussie, note le critique, mais suggère de grandes choses à venir ». Cet avis partagé par Eric Vernay de Fluctuat.net, qui a vu le film avec un « mélange d'euphorie et d'irritation » : « Dolan est irritant, parce qu'il n'a pas peur de montrer son nombril. […] Irritant aussi, par sa manière un peu artificielle d'intercaler des témoignages sur l'amour face-caméra. Amusantes au début, ces saynètes pseudo-documentaires finissent par lasser », mais le film se rattrape, ajoute le journaliste, grâce à son savant collage pop-art et à son univers « fétichiste et outré [qui] a pour lui la fougue et l'audace de la jeunesse ».